# Dyskobolia Grodzisk Wielkopolski
Dyskobolia Grodzisk Wielkopolski je  poljski nogometni klub. 

## Dosežki
- Pokalni zmagovalec: (6)

2005, 2007

## Znani igralci
- Jarosław Araszkiewicz
- Sebastian Mila
- Radosław Sobolewski
- Grzegorz Rasiak